# Carlos Álvarez (Sänger)

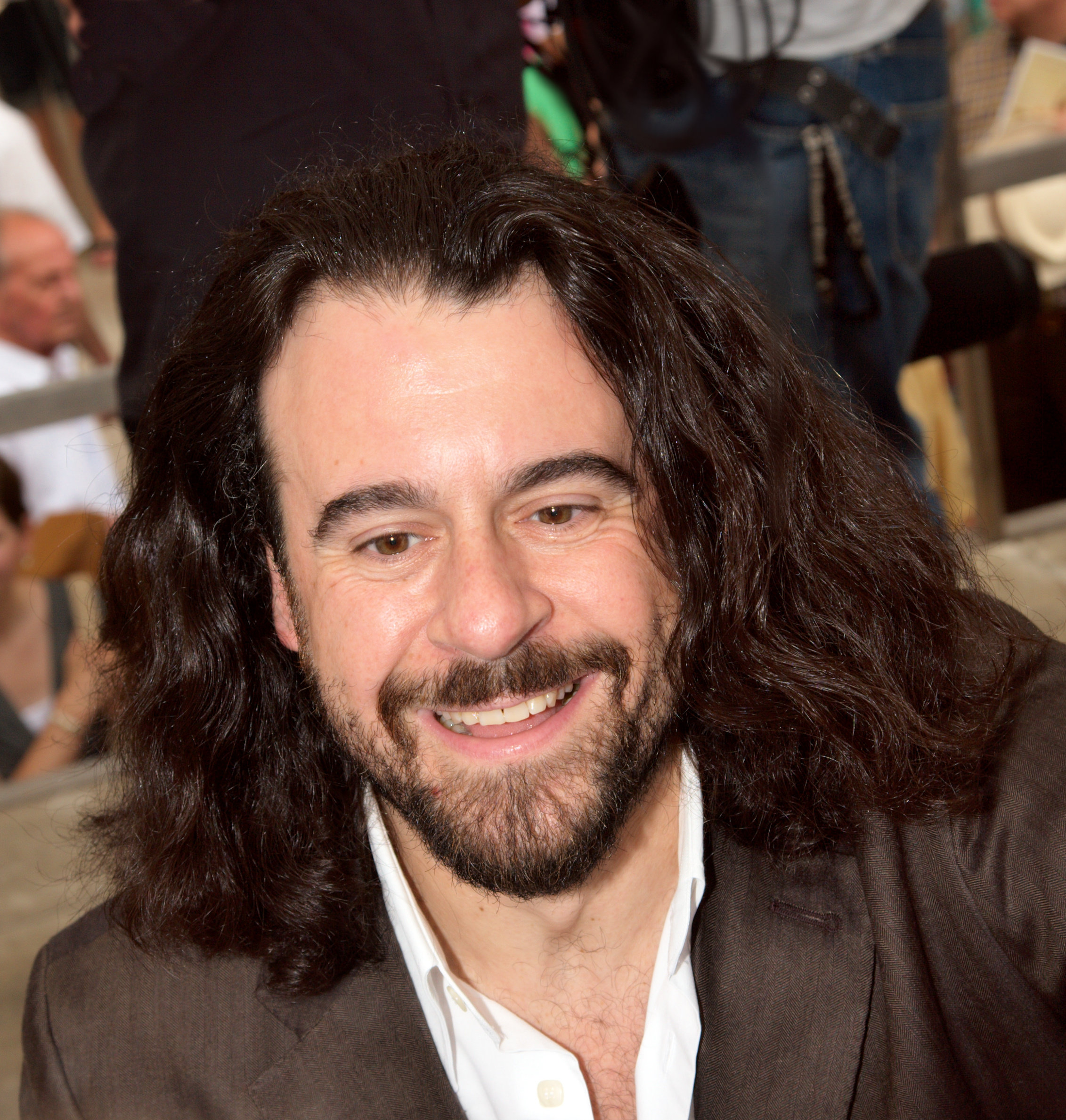
Carlos Álvarez bei den Salzburger Festspielen 2008

Carlos Álvarez (geboren am 12. August 1966 in Málaga) ist ein spanischer Opernsänger (Bariton).

## Leben und Werk
Carlos Álvarez wurde am Konservatorium seiner Heimatstadt ausgebildet. Sein Bühnendebüt feierte er 1990 am Teatro de la Zarzuela in Madrid in Pablo Sorozábals La del manojo de rosas. Seither ist er in führenden Rollen an den wichtigsten Opernhäusern der Welt aufgetreten: am  Teatro alla Scala, in Covent Garden, an der Opéra Bastille, am Gran Teatre del Liceu, im Palau de les Arts Reina Sofía, im  Teatro Real, an der Bayerischen wie der Hamburger Staatsoper, der Metropolitan Opera New York, der Lyric Opera of Chicago, der Washington National Opera und an der Oper Zürich.
An der Wiener Staatsoper debütierte er 1995 als Figaro in Il barbiere di Siviglia und sang seither fünfzehn Rollen in knapp 170 Vorstellungen, unter anderem in der Saison 2013/14 (wieder) besetzt als Sulpice in La fille du régiment.
Bei den Salzburger Festspielen 1998 und 1999 verkörperte er Rodrigo Marchese di Posa in der fünfaktigen französischen Version von Verdis Don Carlo, 2008 war er dort der Jago im Otello.
Bei der feierlichen Premiere der Urfassung von Giacomo Puccinis Oper Madama Butterfly im Mailänder Opernhaus Teatro alla Scala am 7. Dezember 2016 verkörperte Álvarez den amerikanischen Konsul Sharpless.

## Repertoire
- Giorgio Germont (La Traviata)
- Escamillo (Carmen)
- Iago (Othello)
- Sir Riccardo Forth (I Puritani)
- Giacomo (Giovanna d’Arco)
- Il Conte d’Almaviva und Figaro (Die Hochzeit des Figaro)
- Rigoletto (Rigoletto)
- Sharpless (Madame Butterfly)
- Carlo Gérard (Andrea Chénier)
- Don Giovanni (Don Giovanni)
- Sulpice (La Fille du Régiment)
- Le Grand-Prêtre Dagon (Samson et Dalila)
- Renato (Un Ballo in maschera)
- Ford und Sir John Falstaff (Falstaff)

## Auszeichnungen
- 2001 Latin Grammy Award  für die Gesamtaufnahme von Isaac Albéniz’ Merlin mit Álvarez in der Titelpartie und mit Plácido Domingo als König Arthur
- 2003 Premio Nacional de Música
- 2006 Grammy Award für die Gesamtaufnahme von Verdis Falstaff mit Álvarez als Ford
- 2007 Österreichischer Kammersänger[4]